# 三和交通 (宮崎県)
三和交通株式会社（さんわこうつう）は、宮崎県宮崎市に本社を置く、日本のタクシー・バス事業者。祖業であるタクシー事業のほか、貸切バス・乗合バス事業も行い、グループ会社とともに三和交通グループを形成する。

## 概要
祖業のタクシー事業に加え、バス事業の規制緩和を受けて2000年には貸切バス事業に参入した。のち、コミュニティバスや廃止代替バスの運行のため乗合バス事業にも参入した。これは2006年の道路運送法改正により、貸切免許でのコミュニティバスや廃止代替バスの運行が原則としてできなくなったことによる（コミュニティバス#貸切代替バス（21条バス）も参照）。
公益社団法人日本バス協会傘下の一般社団法人宮崎県バス協会には加盟していない。
宮崎県小林市が旧野尻町地区で運行するコミュニティバス「小林市野尻町区福祉バス」の運行も受託する。車両は三和交通が保有するマイクロバスを使用する。これは旧野尻町が運行していた「野尻町福祉バス」が、小林氏への合併に伴い引き継がれたもので、野尻町福祉バス時代から三和交通が運行を受託していた。
そのほか、介護タクシー、訪問介護事業、民間救急（患者搬送）事業などを手掛ける。

## 沿革
- 1950年（昭和25年）：銀星タクシー株式会社を宮崎県小林市に設立[1]。
- 1960年（昭和35年）：西都タクシー株式会社を宮崎県西都市に設立[1]。
- 1964年（昭和39年）：宮崎タクシー株式会社を宮崎県宮崎市に設立[1]。
- 1996年（平成8年）：宮崎県児湯郡への進出を機に、西都タクシー株式会社を三和交通株式会社へ商号変更[1]。
- 1998年（平成10年）：銀星タクシー株式会社をグループ会社化、三和交通株式会社小林本社とする[1]。
- 1999年（平成11年）：宮崎タクシー株式会社をグループ会社化する[1]。
- 2000年（平成12年）：三和交通株式会社が貸切バス事業に参入[1]。
- 2004年（平成16年）：三和交通株式会社が訪問介護事業に参入[1]。
- 2009年（平成21年）12月8日：福祉用具レンタル事業に参入[1]。
- 2020年（令和2年）：MR交通高鍋本社（児湯郡高鍋町）をグループ会社化する[1]。

## 本社・事業所
いずれも宮崎県に所在。
- 三和グループ本社：宮崎市鶴島
- 三和タクシー 西都本社：西都市
- 三和タクシー 小林本社：小林市（旧：小林タクシー）
- 宮崎タクシー：宮崎市鶴島
- MR交通 高鍋本社：児湯郡高鍋町

## 乗合バス
乗合バス事業として、以下の路線を運行している。既存路線の廃止代替バスおよび、自治体から委託されたコミュニティバスを運行する。

### 広域的コミュニティバス
- 西都・国富（郡境）線
- 高鍋・都農線

### 小林市野尻町区福祉バス
- 三納線
- 都於郡線
- 三財地区
- 穂北・東米良地区

## 車両
グループ全体で、以下の車両を保有している。
- タクシー車両：150台
- 貸切バス車両：20台
- 乗合バス車両：6台
- 訪問介護・居宅介護事業用車両：3台